# Publicar o perecer
«Publicar o perecer» (calco del inglés publish or perish, también encontrado con una multitud de variantes) es un aforismo que describe la presión ejercida sobre los profesionales del sector académico, especialmente los investigadores científicos, que se enfrentan a la obligación de publicar con la máxima regularidad posible trabajos académicos en revistas especializadas si desean progresar en su carrera.
Las publicaciones exitosas atraen la atención sobre los académicos y las instituciones que los patrocinan, lo que puede contribuir a la continuidad de su financiación y de su carrera. En la percepción académica popular, los académicos que publican con poca frecuencia o que se enfocan en actividades que no dan lugar a publicaciones, como instruir a estudiantes universitarios, pueden perder terreno en la competición por los puestos más estables. La presión por publicar ha sido citada como una de las causas de que se envíen trabajos deficientes a revistas académicas. El valor del trabajo publicado a menudo está determinado por el prestigio de la revista académica en la que se publica. Las revistas se comparan entre sí por su factor de impacto (FI), que es el número medio de citas de artículos publicados en una determinada revista a lo largo de los dos últimos años.

## Variantes
La expresión se puede encontrar en la literatura de una multitud de formas. Por una parte, el verbo escogido puede variar entre «perecer», que mantiene la aliteración del inglés publish or perish, y «morir», un sinónimo de uso más habitual. Por otra parte, la expresión puede encontrarse de forma impersonal, en infinitivo («publicar o perecer», «publicar o morir»), o bien en forma de orden, mediante el modo imperativo, ya sea en segunda persona de singular («publica o perece», «publica o muere») o en tercera persona de singular («publique o perezca», «publique o muera»).

## Origen
El primer uso conocido de la expresión en inglés en un contexto académico fue en un artículo de revista de 1928. La expresión apareció en un contexto no académico en el libro de Harold Jefferson Coolidge Archibald Cary Coolidge: Life and Letters, publicado en 1932. Posteriormente, volvió a figurar en una publicación universitaria de 1938. De acuerdo con Eugene Garfield, el aforismo apareció por primera vez en un contexto académico en el libro de Logan Wilson The Academic Man: A Study in the Sociology of a Profession, publicado en 1942. Otros han atribuido la expresión al genetista estadounidense Kimball C. Atwood III.

## Controversia
Este fenómeno ha recibido fuertes críticas motivadas sobre todo porque el énfasis en la publicación puede disminuir el valor del conocimiento resultante, ya que los académicos deben dedicar más tiempo tratando de publicar todo lo que puedan llevar a la imprenta en lugar de desarrollando agendas de investigación significativas. En el mismo sentido se pronunció la intelectual Camille Paglia, quien tildó de «tiranía» el paradigma de «publicar o morir» y escribió al respecto «La profesión [académica] se ha obsesionado con la cantidad frente a la calidad. (...) Un artículo brillante debería tener mayor peso que un libro mediocre».
La presión por publicar también detrae del tiempo y esfuerzo que los profesores pueden dedicar a impartir clases universitarias y tutorías para estudiantes de posgrado. La compensación por la excelencia docente rara vez está a la altura de la compensación por la excelencia investigadora, lo que incentiva al profesorado a optar por la segunda en caso de conflicto.
Asimismo, el paradigma de «publicar o perecer» está vinculado a casos de mala conducta científica o al menos de ética cuestionable. También se ha planteado que la calidad del trabajo académico ha disminuido debido a la presión por publicar. El físico Peter Higgs, epónimo del bosón de Higgs, fue citado en 2013 diciendo que las expectativas académicas a partir de la década de 1990 probablemente le habrían impedido tanto hacer sus revolucionarias contribuciones en la investigación como obtener la titularidad. Según dijo, «Cuesta imaginar cómo habría podido tener suficiente paz y tranquilidad en el clima actual para hacer lo que hice en 1964. Hoy no conseguiría un empleo académico. Es tan sencillo como eso. No creo que me considerasen lo suficientemente productivo.»
Según algunos investigadores, la cultura de «publicar o morir» también puede perpetuar los sesgos en las instituciones académicas, como el sesgo de género. En general, las mujeres publican con menor frecuencia que los hombres, y sus publicaciones reciben menos citas que los trabajos realizados por hombres incluso cuando se publican en revistas con un factor de impacto significativamente mayor.
Por tanto, esta cultura genera un importante impacto en las labores profesionales de este colectivo (investigadores y profesores universitarios), impactando en la calidad, la ética y en el desarrollo de sus funciones. No obstante, además de estas consecuencias profesionales, existen estudios que subrayan otro tipo de consecuencias socio-familiares (priorización de trabajo vs. familia) y de salud (estrés, ansiedad, insomnio, sentimientos de soledad, etc.) que la cultura de «publicar o perecer» provoca en este colectivo.
Las universidades más orientadas a la investigación en ocasiones tratan de abordar los aspectos nocivos de las prácticas de «publicar o perecer», pero a menudo sus administradores defienden que la presión por producir investigación de vanguardia es necesaria, al menos hasta cierto punto, para motivar a los investigadores noveles a dedicarse al avance de la investigación y aprender a compaginar sus logros con las demás responsabilidades de la función docente. La postura a favor de abolir la titularidad es en gran medida minoritaria en estos entornos.

## Expresiones similares
El director del MIT Media Lab Nicholas Negroponte instituyó el lema demo or die («[presenta una] demo o muere»), anteponiendo las demostraciones a la publicación. El director Joi Ito, a su vez, lo modificó a deploy or die («despliega o muere»), subrayando la adopción de la tecnología.